# Witte Poort (Leiden)

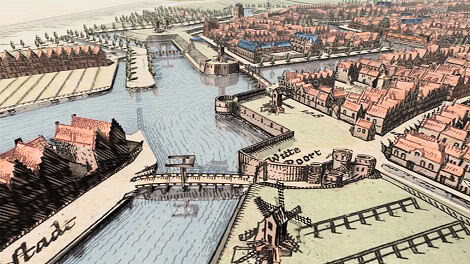
Voormalige Witte Poort van Leiden. Detail van kaart uit 1649 door Joan Blaeu

De Witte Poort of ook wel Haagpoort is een voormalige stadspoort in de Nederlandse stad Leiden, aan het westelijk einde van het Noordeinde en de Witte Singel. Er is sprake van een oude poort stammend uit de middeleeuwen en een vernieuwd, 17e-eeuws poortbolwerk. De (oude) Witte Poort stamt uit ca. 1419; deze is bekend van een stadskaart uit circa 1550 van Pieter Sluyter. Buiten de Witte Poort begon de Voorschoterweg (gemeente Zoeterwoude), die tegenwoordig Haagweg heet.
Na de stadsuitbreiding van 1659 kreeg Willem van der Helm, stadsbouwmeester van 1662-1675, opdracht van het stadsbestuur om de poorten te vervangen. Hij bouwde er vijf: de Marepoort (1664), de Zijlpoort (1667), de Hogewoerdsbinnenpoort (1669), de Morspoort (1669) en de Koepoort (1671). De middeleeuwse binnenpoort van de Witte Poort was reeds in 1650 vervangen door een gebouw van Arent van 's-Gravesande. In 1862 is de buitenpoort gesloopt en in 1865 de binnenpoort.
De binnenpoort werd in de 16e eeuw geflankeerd door twee forse ronde torengebouwen, waarvan naar 19e-eeuwse tekeningen te oordelen na sloop nog een enkele toren over was, alvorens het gehele poortcomplex werd gesloopt.
De buitenpoort bestond uit een eenvoudige poort, waarvoor een eerst houten, later stenen brug over de singel lag. Deze brug kon in de 19e eeuw op twee plaatsen worden opgehaald.
Ten noorden naast de Witte Poort stond (tot in de 19e eeuw) een kazernegebouw, met daarachter de Kweekschool voor Zeevaart, waarvan het gebouw einde 20e en begin 21e eeuw in gebruik is als praktijk. Ten zuiden van de Witte Poort stond achter de wallen de voormalige korenmolen De Lelie. Tot 1730 stond op deze zelfde plek de molen De Rijn, de molen van de vader van Rembrandt.
Begin 20e eeuw resteert er op deze locatie de Wittepoortsbrug over de Singel.

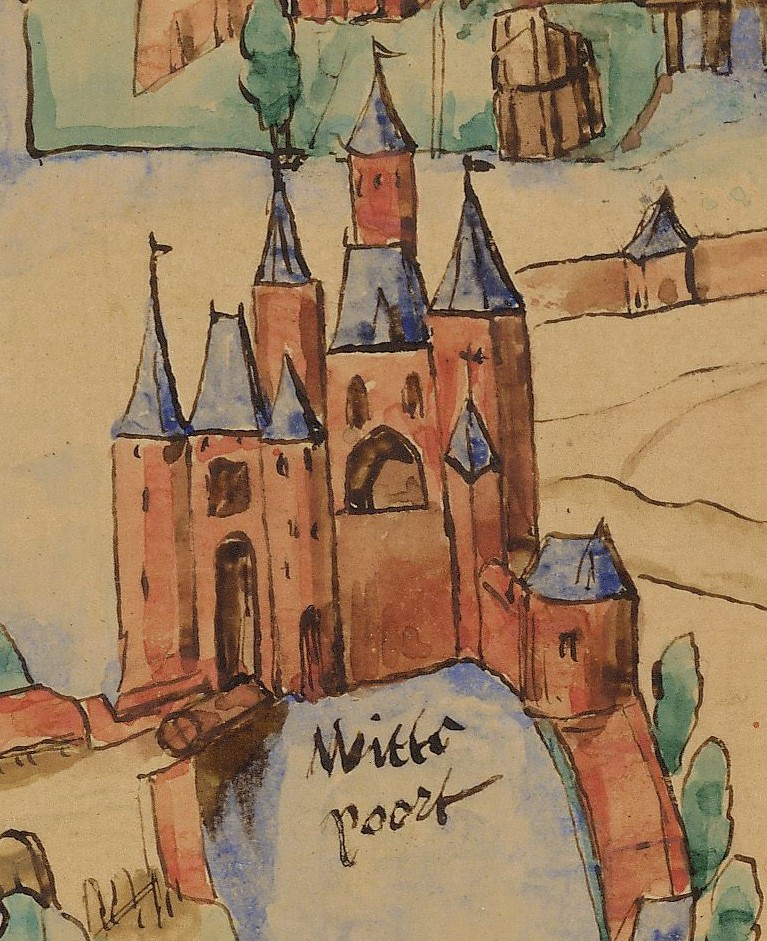
Detail van de kaart van Leiden van Pieter Sluyter
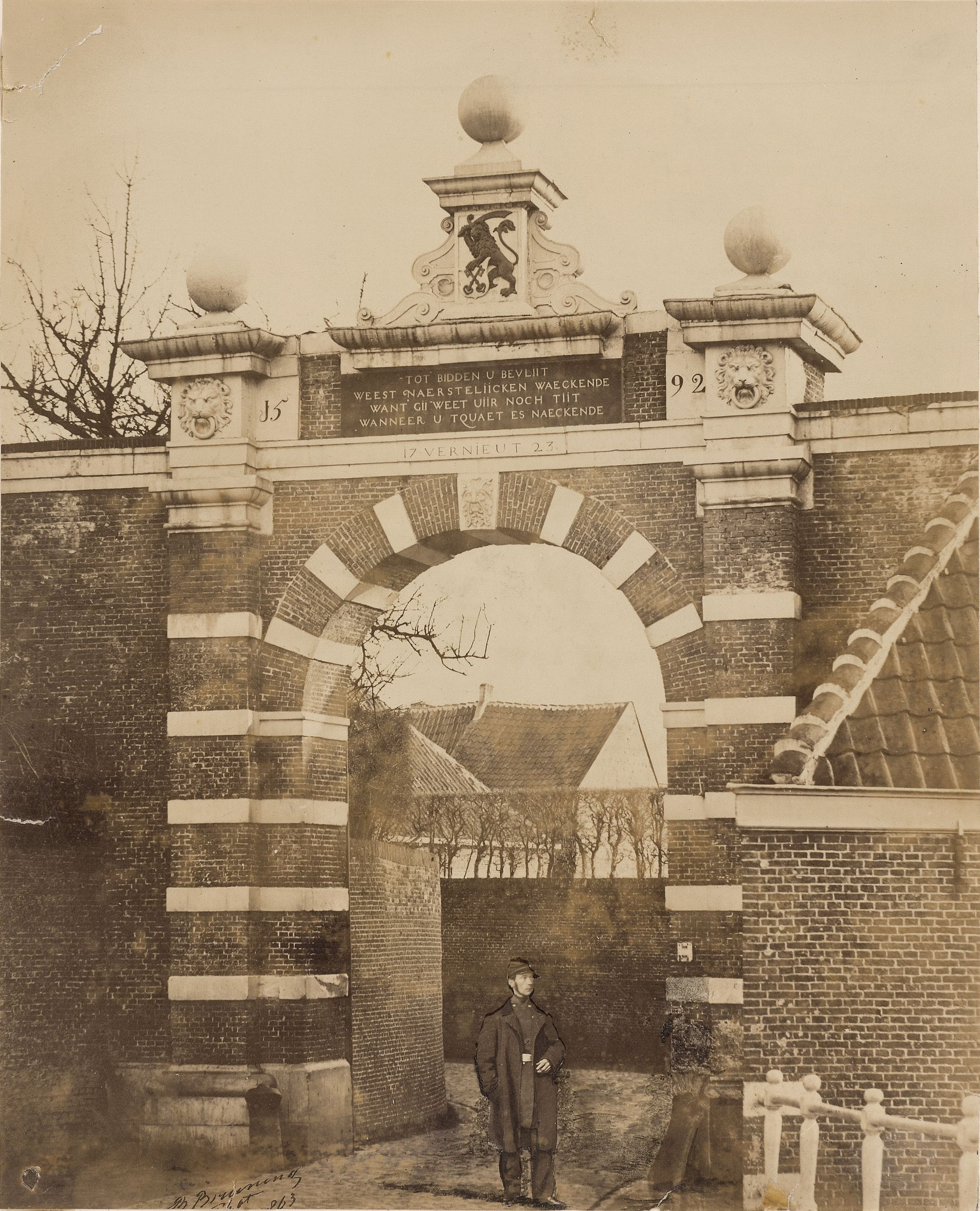
Foto Buitenpoort van de Witte Poort uit 1862
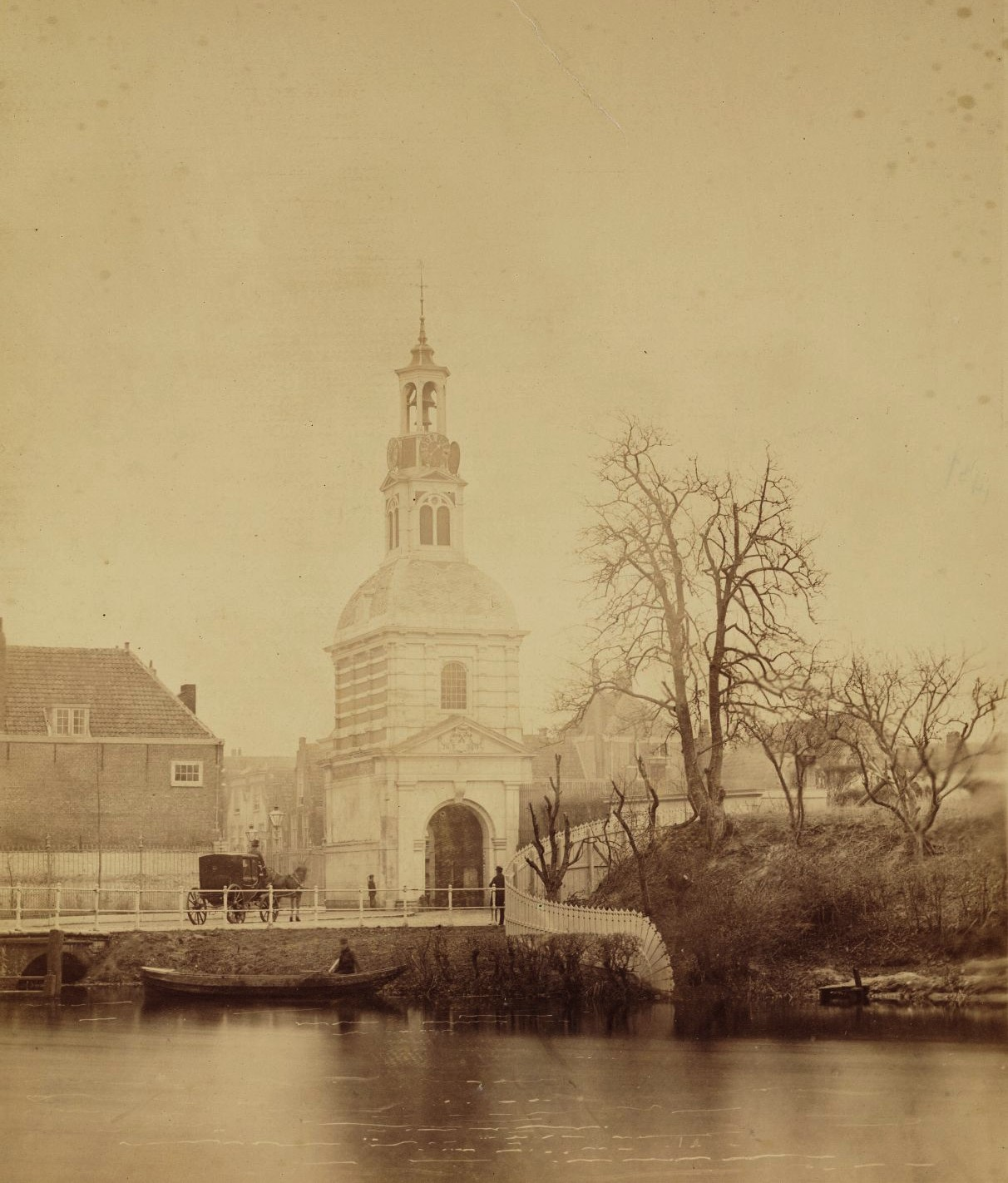
Foto door Jan Goedeljee van de binnenpoort (1864)

Bestaand:
Morspoort ·
Zijlpoort

Verdwenen:
Blauwpoort (voormalige Lopsenpoort) ·
Herenpoort ·
Hogewoerdsbinnenpoort ·
Hogewoerdsbuitenpoort ·
Koepoort ·
Marepoort ·
Oude Zijlpoort ·
Rijnsburgerpoort ·
Witte Poort